# Pierre Bretonneau
Pierre-Fidèle Bretonneau (n. 3 aprilie 1778 – d. 1862) a fost medic francez, cunoscut pentru realizarea cu succes a primei traheotomii⁠(d) (1825), distincția realizată între scarlatină și difterie (el a stabilit acest nume, când, în 1826, a descris pentru prima dată simptomele difteriei), descrierea febrei tifoide și pentru a fi susținut teoria germenilor⁠(d) (1855), teorie dezvoltată ulterior de către Louis Pasteur.